# 鈴木五郎
鈴木 五郎（すずき ごろう、1924年7月13日 - ）は、日本の航空評論家、航空史研究家。

## 経歴
京都府加佐郡中舞鶴町（現・舞鶴市）生まれ。1943年大日本飛行協会横浜飛行訓練所（学生航空連盟）で水上機の操縦訓練を受ける。1944年8月三重海軍航空隊2期飛行予備生徒隊に入隊。
1948年9月東京大学文学部を卒業。小学館児童編集部を経て読売新聞社出版局に勤務。1979年定年退職。

## 著書
- 『日本の航空事件14章』自由国民社 1972
- 『グラマン戦闘機 "強敵・零戦を駆逐せよ"』第二次世界大戦ブックス　サンケイ新聞社出版局 1974　のち光人社NF文庫
- 『大空の開拓者たち 世界航空事件秘話』朝日ソノラマ 1975
- 『疾風 日本陸軍の最強戦闘機』第二次世界大戦ブックス サンケイ新聞社出版局 1975　「不滅の戦闘機疾風」光人社NF文庫
- 『ロッキード戦闘機 "双胴の悪魔"から"F104"まで』第二次世界大戦ブックス サンケイ新聞社出版局 1976　のち光人社NF文庫
- 『ああヒコーキ野郎 日本の空・人間航空秘史』グリーン・アロー・ブックス 1977
- 『続ああヒコーキ野郎 大空のロマン・人間航空秘史』グリーンアロー・ブックス 1977
- 『アブロ「ランカスター」 ナチを崩壊させた英空軍爆撃機』第二次世界大戦ブックス サンケイ出版 1979　「アブロ・ランカスター爆撃機」光人社NF文庫
- 『フォッケウルフ戦闘機 ドイツ空軍の最強ファイター』サンケイ出版 1979　のち光人社NF文庫
- 『撃墜王列伝 瞬間に生死を賭けた男たちのロマン!』コンパニオン出版 1982　のち光人社NF文庫
- 『航空人列伝 初飛行から月旅行まで』誠文図書 1982　のち光人社NF文庫
- 『365日乗物なぜなぜ事典』啓明書房 1982
- 『ドキュメント・ボーイング』グラフ社 1985
- 『青春を翔ける ドキュメント・日本のスチュワーデス』集英社 1989
- 『昭和の日本航空意外史 民間航空に夢を託した大空の勇者たち』グリーンアロー出版社 1993　「戦後日本民間航空のあけぼの」光人社NF文庫
- 『ノモンハンの空 昭和陸軍遊撃飛行隊物語』光人社 1998　のち文庫
- 『翼よあれがスクープの灯だ 航空報道にかけた新聞人たちの夢 1911-1999』光人社 1999
- 『飛行機の100年史 ビジュアル解説 ライト兄弟から最新鋭機まで、発達の軌跡のすべて』PHP文庫 2003
- 『戦闘機A風雲録 第一次・二次世界大戦の撃墜王たち』PHP文庫 2004
- 『WW2世界ライバル機伝説 レシプロ機にもたらした究極の進歩』光人社NF文庫 2008
- 『世界の最強撃墜王バイブル 頂点に立つのは誰だ?』PHP研究所 2010
- 『航空の時代を拓いた男たち』交通研究協会 交通ブックス 2014